# Tribladtjärns naturreservat
Tribladtjärn är ett naturreservat i Bjurholms kommun, i Ångermanland, 12 kilometer nordnordost om Bjurholm, runt sjön Tribladtjärnen.
Förutom naturskog ingår i reservatet även en stor myr, hällmarkstallskog och Tribladtjärnen. Myren är en före detta slåttermyr med namnet Tribladmyran.
Reservatet är rikti på hänglavar, framför allt garnlav. Här finns också
rynkskinn, doftticka, småflikig brosklav. Bland örterna kan lappranunkel nämnas.